# Neogrády Miklós
Neogrády Miklós (Budapest, 1903. december 3. – Budapest, 1968. november 8.) magyar festő, díszlettervező.

## Életpályája
A Magyar Képzőművészeti Főiskolán művészeti tanulmányokat folytatott Bosznay József növendékeként. Festőként kezdte életpályáját. 1920-tól volt kiállító művész. 1927-ben a Műcsarnokban megrendezett táj- és életképkiállításon Napraforgók című képével szerepelt. 1930-tól keramikusként is dolgozott. Pályája kezdetén dolgozott a Pesti Színháznak, a Művész Színháznak és a Medgyaszay Színháznak is. Az 1930-as, 1940-es években a nagy vígszínházi rendezőgenerációjának (Málnai Béla, Vörös Pál, Upor Tibor) hagyományait folytatta. 1939-től a Vígszínház díszlettervezője volt. 1945-től az Ifjúsági (később Petőfi) Színházban volt díszlettervező. 1956-tól a József Attila Színháznak dolgozott, mint díszlettervező. Ezt követően ismét a Vígszínház tagja volt; 20 év alatt több mint 250 színpadképet tervezett. Nyugdíjba vonulását követően visszatért a festészethez.

## Családja
Szülei: nógrádi Neogrády Antal (1861–1942) festőművész és Telepi Margit voltak. Testvére Neogrády László (1896–1962) festőművész, és Neogrády Sándor (1894–1966) légifotós volt. Felesége Beleznay Margit (1905–1989) színésznő volt. Fia, Neogrády Antal festő (1944).
Sírja a Farkasréti temetőben található (56 (VK6)-1-19).

## Színházi munkái
- W. Somerset Maugham: A királyért (1959)
- Ivan Kuprijanov. A XX. század fia (1960)
- Gorkij: Kispolgárok (1960)
- Tennessee Williams: Üvegfigurák (1963)
- Vészi Endre: Hajnali beszélgetés (1963)
- Rostand: A sasfiók
- Hauptmann: Naplemente előtt
- G. B. Shaw: Warrenné mestersége
- Wilder: A mi kis városunk
- Gábor Andor: Dollárpapa
- Felkai F.: Pilátus
- Robles: A király nevében
- Illés E.: Türelmetlen szeretők
- Maugham–Nádas G.–Szenes I.: Imádok férjhez menni